# John Penn (1741–1788)
John Penn (1741–1788) va ser un dels signants de la Declaració d'Independència dels Estats Units i dels Articles de Confederació com a representant de Carolina del Nord.

## Vida
Penn va néixer prop de Port-Royal al comtat de Caroline, Virginia, únic fill de Moses Penn i Catherine [Taylor] Penn. Va anar a l'escola pública durant dos anys, ja que el seu pare no considerava important l'educació. Als 18 anys, després de la mort del seu pare, Penn va fer d'aprenent d'advocat amb el seu oncle, Edmund Pendleton. Va començar a exercir l'advocacia a Virgínia l'any 1762. El 1774, Penn es va traslladar a Williamsborough, Carolina del Nord, on va exercir com a advocat.

### Relacions
El 28 de juliol de 1763, Penn va casar amb Susannah Lyne. La parella va tenir dos fills. La seva filla, Lucy, es va casar amb John Taylor of Caroline, un dirigent polític de Virgínia.

## Carrera política
Penn va ser escollit per al Congrés Provincial de Carolina del Nord i nomenat per aquest òrgan al Congrés Continental el 1775, càrrec que va ocupar fins al 1780. Durant la signatura de la Declaració d'Independència l'any, va formar part de la delegació de Carolina del Nord que incloïa a Joseph Hewes i William Hooper. L'any 1777 Penn va ser un dels signants delsArticles de la Confederació de l'estat. Penn també va servir al Consell de Guerra fins al 1780, quan es va retirar un cop més a exercir el dret. Va exercir com a recaptador d'impostos de Carolina del Nord el 1784. Quan Penn va morir el1788, va ser enterrat a la seva finca a prop de l'illa Creek, al comtat de Granville. Penn va ser reenterrat a Guilford Courthouse National Military Park l'any 1894, al costat del seu compatriota delegat del Congrés, Hooper.

## Llegat
El vaixell naval USS John Penn portà el seu nom.
Un marcador de la carretera històrica honrant Penn va ser el primer construït per l'Estat de Carolina del Nord (10 de gener de 1936)